# Soliloquio a mezza voce
Soliloquio a mezza voce è un romanzo di Liala, pubblicato per la prima volta nel 1951 presso l'editore milanese Sonzogno.

## Trama
Silvio Dorena, giovane e benestante, si reca a Lucca, affascinato dalla figura di Ilaria del Carretto. Durante una passeggiata sulle mura della città conosce Ilaria, una ragazza del posto, bella ma malaticcia. Tra i due sboccia l'amore: essi convolano quindi a nozze, ma Ilaria morirà ancora giovane, al pari della sua omonima e illustre concittadina.

## Edizioni
- Liala, Soliloquio a mezza voce: romanzo, Sonzogno, Milano 1951
- Liala, Soliloquio a mezza voce, romanzo, Sonzogno, Milano 1953
- Liala, Soliloquio a mezza voce: romanzo, Sonzogno, Milano 1999